# Wanderson Costa Viana
Wanderson Costa Viana, más conocido como Wanderson (Brasilia, Distrito Federal de Brasil, Brasil, 7 de febrero de 1994) es un futbolista de Brasil. Juega de mediapunta y su equipo actual es el Iwate Grulla Morioka de Japón.

## Clubes
| Club                   | País      | Temporadas |
| ---------------------- | --------- | ---------- |
| Olympiacos FC          | Grecia    | 2009-2012  |
| Doxa Dramas(cedido)    | Grecia    | 2011-2012  |
| Ajax Cape Town         | Sudáfrica | 2012-2013  |
| Apollon Smyrnis        | Grecia    | 2014-2016  |
| Lamia FC               | Grecia    | 2016-2018  |
| PFC Beroe Stara Zagora | Bulgaria  | 2018-2020  |
| Iwate Grulla Morioka   | Japón     | 2020-      |